# Dicymbe bernardii
Dicymbe bernardii är en ärtväxtart som beskrevs av John Macqueen Cowan. Dicymbe bernardii ingår i släktet Dicymbe och familjen ärtväxter. Inga underarter finns listade i Catalogue of Life.